# Fantino Valaresso
Fantino Valaresso (Venezia, 1392 o 1393 – Candia, 18 maggio 1443) è stato un arcivescovo cattolico italiano.

## Biografia
Di sangue patrizio, era figlio di Vittore Valaresso, mentre non ci è noto il nome della madre. 
Compare nei documenti nel 1412, quando risulta studente di arti all'Università di Padova. In questa città, così come a Venezia, ebbe modo di entrare in contatto con vari umanisti veneti, in particolare Guarino Veronese, il quale fu probabilmente suo maestro di greco e latino.
Il 28 aprile 1415, essendo clericus della diocesi di Castello, fu nominato dall'antipapa Giovanni XXIII vescovo di Parenzo, con una dispensa a causa della giovane età (non aveva quindi ancora raggiunto i ventitré anni). La scelta fu confermata da papa Martino V il 21 novembre 1417 e infatti negli atti di laurea di cui fu testimone a Padova nel periodo 1417-19 risulta fregiarsi del titolo episcopale.
Negli anni successivi tentò più volte di essere trasferito partecipando a varie probae del Senato per l'elezione dei vescovi veneti, ma solo il 5 dicembre 1425, su iniziativa dello stesso pontefice, fu promosso all'arcidiocesi di Creta succedendo a Pietro Donà, nominato a sua volta vescovo di Castello. Giunse sull'isola nella primavera del 1426, come testimoniato dai registri del Senato che raccomandava un'adeguata sistemazione del Valaresso al duca di Candia.
L'elezione di papa Eugenio IV (il veneziano Gabriele Condulmer) aprì al Valaresso una brillante carriera diplomatica. Nel 1434 fu inviato al Concilio di Basilea in qualità di legato a latere (carica solitamente assegnata ai cardinali) e officiò la messa nella diciassettesima sessione. Tra il 1435 e il 1438 fu ambasciatore presso l'imperatore Sigismondo di Lussemburgo, nel Ducato di Borgogna e ad Avignone, con il mandato di convincere le corti europee ad appoggiare il trasferimento del Concilio. Stimato dal pontefice, nel 1437 fu da questi nominato penitenziere maggiore (altro titolo destinato di norma cardinali). Ancora in qualità di legato papale, partecipò al Concilio di Ferrara-Firenze (1438-39) e fu tra i firmatari del Decreto di Unione delle Chiese.
Al termine del Concilio, Eugenio IV lo nominò legato apostolico per l'intera isola di Creta, con il compito di diffondere le decisioni appena prese e applicarvi il Decreto. Essendo l'Unione una questione molto delicata, l'8 marzo 1440 il papa gli invio una lettera in cui si raccomandava di agire con prudenza ed efficacia. 
A questo fine, nel 1442 il Valaresso scrisse il De ordine generalium seu oecumenicorum conciliorum et comprobatione sanctae unionis ecclesiarum Christi, un'opera in settantatré capitoli in cui sono illustrate le cinque decisioni prese al Concilio di Firenze. Nello scritto l'autore ricorda anche le difficoltà incontrate durante la sua attività di divulgazione, a causa di certe malelingue che esortavano i locali a non aderire all'Unione.
Un esempio di questi ostacoli è riportato in una lettera inviatagli da un prete cretese, tale Gratianos, che dopo aver aderito all'Unione aveva subito una sorta di isolamento sociale da cui era derivata una pesante situazione finanziaria. Problematiche di questo tipo spinsero papa Pio II, nel 1462-63, ad assegnare un sussidio di trecento ducati annui per dodici preti unionisti dell'isola.
Oltre che da Eugenio IV, il Valaresso fu apprezzato anche da altre personalità ecclesiastiche dell'epoca, quali Bessarione, Niccolò Cusano, Giuliano Cesarini, Bartolomeo Zabarella e Ambrogio Traversari.
Stilò anche un opuscolo di catechismo, il Compendium pro instructione fidei, che per molto tempo fu erroneamente attribuito al suo omonimo successore Fantino Dandolo. Costituito da quarantatré capitoli, va inquadrato nella tradizione manualistica per la cura delle anime.
Morì a Creta nel 1443 e fu sepolto nella cattedrale di San Tito. Il suo nome e le riforme da lui promosse furono più volte citate nel primo sinodo convocato dall'arcivescovo Girolamo Lando (1467), come testimoniato dagli atti conservati nell'archivio del Museo Correr.

## Successione apostolica
La successione apostolica è:
- Vescovo Johann Schallerman (1435)
- Vescovo Giulio Antonio da Firenze, O.P. (1439)